# Vladimír Valenta (fotbalista)
Vladimír Valenta (* 16. ledna 1965) je bývalý český fotbalista, útočník.

## Fotbalová kariéra
V československé lize hrál za SKP Union Cheb. Nastoupil v 9 ligových utkáních. Ve druhé nejvyšší soutěži hrál i za VTŽ Chomutov.

## Ligová bilance
| Ročník                                   | Zápasy | Góly | Klub           |
| ---------------------------------------- | ------ | ---- | -------------- |
| Česká národní fotbalová liga 1986/87     | 13     | 0    | VTŽ Chomutov   |
| Česká národní fotbalová liga 1987/88     | 4      | 0    | VTŽ Chomutov   |
| Česká národní fotbalová liga 1988/89     | 22     | 3    | VTŽ Chomutov   |
| 1. československá fotbalová liga 1991/92 | 9      | 0    | SKP Union Cheb |
| CELKEM 1. liga                           | 9      | 0    |                |